# Anna Korabiec
Anna Korabiec est une joueuse polonaise de volley-ball, née le 11 janvier 1995 à Toruń. Elle mesure 1,72 m et joue au poste de libero. Elle totalise 4 sélections en équipe de Pologne.

## Clubs
| Club                             | De        | À         |
| -------------------------------- | --------- | --------- |
| UKS Jedynka Ciechocinek          | 2009-2009 | 2009-2009 |
| SMS PZPS Sosnowiec               | 2010-2011 | 2012-2013 |
| KS Pałac Bydgoszcz               | 2013-2014 | 2014-2015 |
| AZS KSZO Ostrowiec Świętokrzyski | 2015-2016 | 2015-2016 |
| LTS Legionovia Legionowo         | 2016-2017 | 2017-2018 |
| ŁKS Łódź                         | 2018-2019 | …         |

## Palmarès
- Championnat de Pologne
  - Vainqueur : 2019.
- Supercoupe de Pologne
  - Finaliste : 2019.